# Xavier de Saxe
François-Xavier Louis Auguste Albert Bennon de Saxe, prince royal de Pologne, grand-duc de Lituanie, duc de Saxe, Juliers, Clèves, Berg etc. (en allemand : Franz Xaver Albert August Ludwig Benno von Sachsen und Polen), incognito en France sous le nom de comte de Lusace (25 août 1730 à Dresde, 21 juin 1806 à Zabeltitz), fils de Auguste III de Saxe, roi de Pologne et de l'archiduchesse Marie-Josèphe d'Autriche, fut de 1756 à 1763 commandant de l'armée saxonne pendant la guerre de Sept Ans. Combattant aux côtés de l'armée française, il fut nommé le 12 août 1758 lieutenant-général des armées du roi Louis XV. De 1763 à 1768, il fut régent de l'électorat de Saxe pour son neveu Frédéric-Auguste III de Saxe. 

## L'enfance princière en Saxe et Pologne

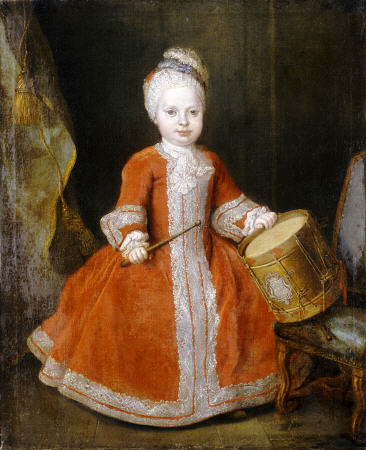
Xavier de Saxe enfant vers 1730

François Xavier Louis Auguste Albert Bennon, prince de Saxe, naquit à Dresde le 25 août 1730. Il était le second fils et le quatrième des onze enfants d'Auguste III de Saxe, électeur de Saxe, et roi de Pologne, et de l'archiduchesse Marie-Josèphe d'Autriche fille de l'empereur Joseph Ier. Selon son futur aide de camp le général Marie Antoine Bouët de Martange, Xavier fut moins chéri de ses parents que ses frères et sœurs. En réalité, la relation qu'il entretenait avec eux était plus complexe. Son père préférait que son frère Charles lui succède sur le trône et sa mère s'attachait seulement à lui inculquer une bonne foi catholique. De plus, il reçut une mauvaise éducation de son gouverneur Johann Franz von Bellegarde (de) qui remplaça le baron de Forel auquel il était très attaché. Il eut comme confesseur toute sa vie le père François-Xavier-Ignace de Boccard.  
Plusieurs projets de mariage sont pensés par le roi de Pologne qui voit en son fils puîné un possible héritier de la couronne. Le 7 janvier 1747, le prince Xavier se voit chargé des compliments pour ses frères et sœurs lors de l'audience publique des ambassadeurs de Louis XV demandant officiellement la main de Marie-Josèphe de Saxe, sa sœur, pour le dauphin Louis de France.

## La carrière militaire pour la France

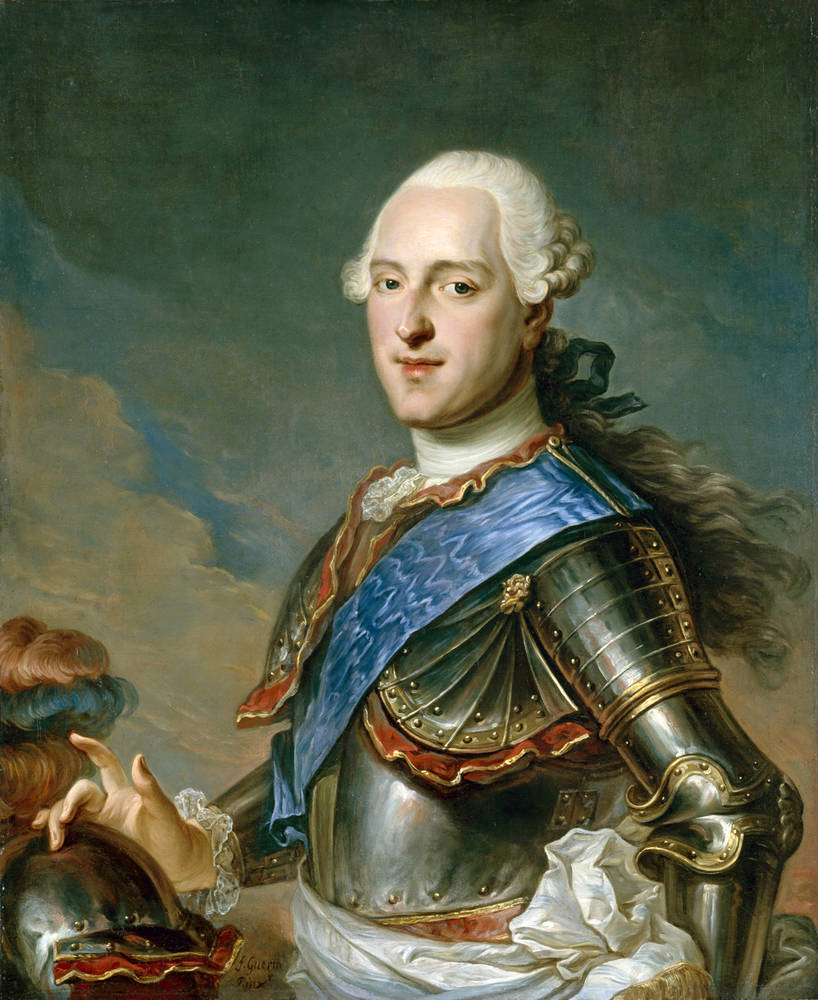
Xavier de Saxe lieutenant-général en 1758

En1756, la guerre de Sept Ans, commença en Europe par l’entrée des troupes prussiennes en Saxe. Frédéric II voulait se rendre en Bohême et obliger la Saxe à rejoindre son camps. Cette dernière se trouvait impliquée au côté de la France. Le roi de Pologne refuse l'offre prussienne et alors Dresde est assiégée par le roi de Prusse. Les troupes saxonnes sont défaites et capturées à Pirna. Le roi et ses fils sont autorisés à s'exiler en Pologne. Alors en Pologne, Xavier de Saxe demanda à son père l'autorisation d'aller combattre contre la Prusse. Auguste III la lui accorda en 1756, et lui confia en 1758 le commandement du futur corps saxon « soldé » par le roi de France. Il prit le titre de comte de Lusace pour éviter tout problèmes de protocole. Louis XV reçut le prince de Saxe le 14 juin au château de Versailles, présentation officielle devant la Cour. Dès lors, le prince Xavier loge dans un appartement proche de celui de sa sœur la dauphine au château de Versailles.
Le 30 septembre, il fut nommé lieutenant-général des armées du roi de France avant de se distinguer aux victoires de Lutzelberg, remportée par le prince de Soubise le 10 octobre, de Bergen le 3 avril 1759, et de Minden le 1er août, et s'y comporta si bien que le maréchal de Broglie lui fit donner en 1760 le commandement d'une de ses réserves, composée pour l'essentiel de dix mille Saxons déserteurs de l'armée prussienne, qui les avait capturés en 1756 et incorporés malgré eux. C'est à la tête de ce corps qu'il participa au siège de Cassel le 9 août 1760.

## La régence de la Saxe

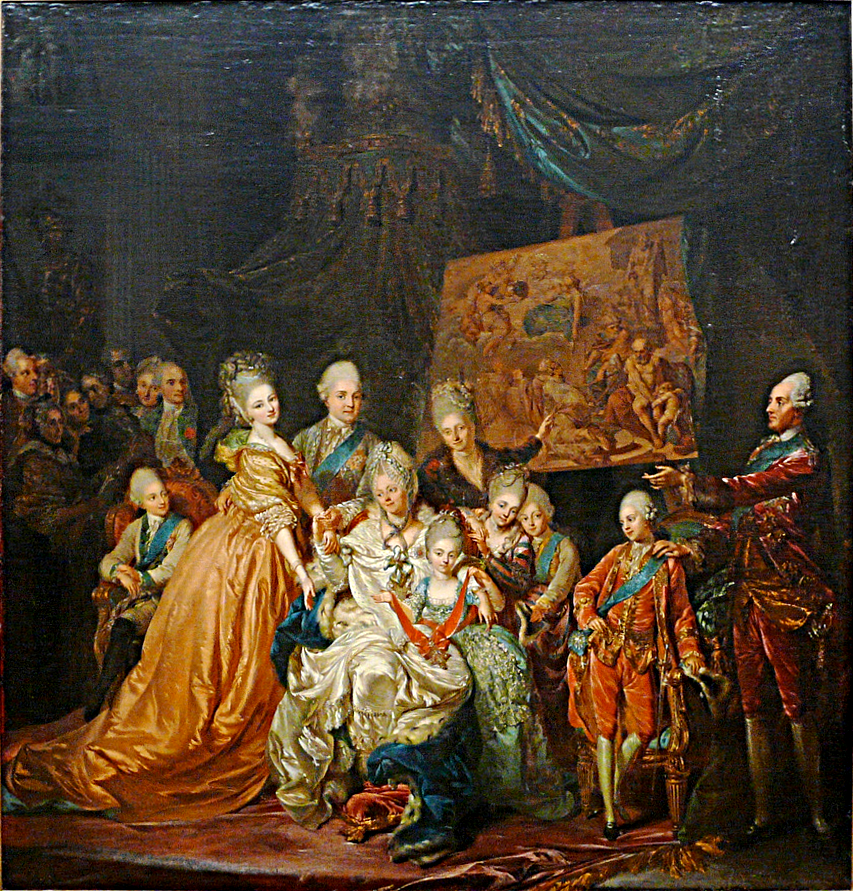
Xavier régent (dernier sur la droite) et la famille royale de Saxe en 1763

La guerre finissait à peine quand Auguste III mourut, le 5 octobre 1763, Frédéric-Christian de Saxe son fils aîné, devint prince électeur de Saxe, mais mourut le 17 décembre, laissant la principauté à son fils de 13 ans Frédéric-Auguste de Saxe. Xavier de Saxe devenait régent, avec le titre de prince administrateur comme il était de coutume selon les règles du Saint-Empire. Il eut le bon sens de partager sa fonction avec sa belle-sœur la princesse électrice Marie-Antoinette de Bavière. Dès lors, il demeure dans ses appartements du premier niveau du palais électoral à Dresde qu'il fait remettre au goût du jour après les destructions du palais par les Prussiens lors du siège de 1760. Il tente de se faire élire comme roi de Pologne avec l'aide de la France et de l'Autriche mais son rival Stanislas-Auguste Poniatowski avec l'aide de la Russie se fait élire à Varsovie en 1764.
Après l'occupation prussienne de la Saxe, l'incorporation des soldats saxons dans l'armée de Frédéric II, l'économie de l'électorat est exsangue. Le prince continue les travaux entrepris par la commission de rétablissement (Restaurierungskommission créée en 1762) dirigée par Thomas von Fritsch: ils veulent remettre en ordre l'économie de la Saxe et réorganiser l'armée. Le prince fait appel à son oncle George dit le chevalier de Saxe. Le prince Xavier de Saxe fonda le 6 février 1764 l'Académie des Arts visuels de Leipzig (HGB) qui est aujourd'hui l'une des plus anciennes et les plus importantes écoles d'art en Allemagne. Il fut le protecteur de l’académie de peinture de Dresde et ami de son directeur Camillo Marcolini. Le prince Xavier en est l'administrateur et nomme directeur fondateur le peintre Adam Friedrich Oeser qui occupera ce poste pendant trente-cinq ans jusqu'à sa mort en 1799. Ouverte dans un vaste immeuble de bureaux à Leipzig, à l'été 1765 l'Académie déménage dans l'aile ouest dite Académie des ailes.

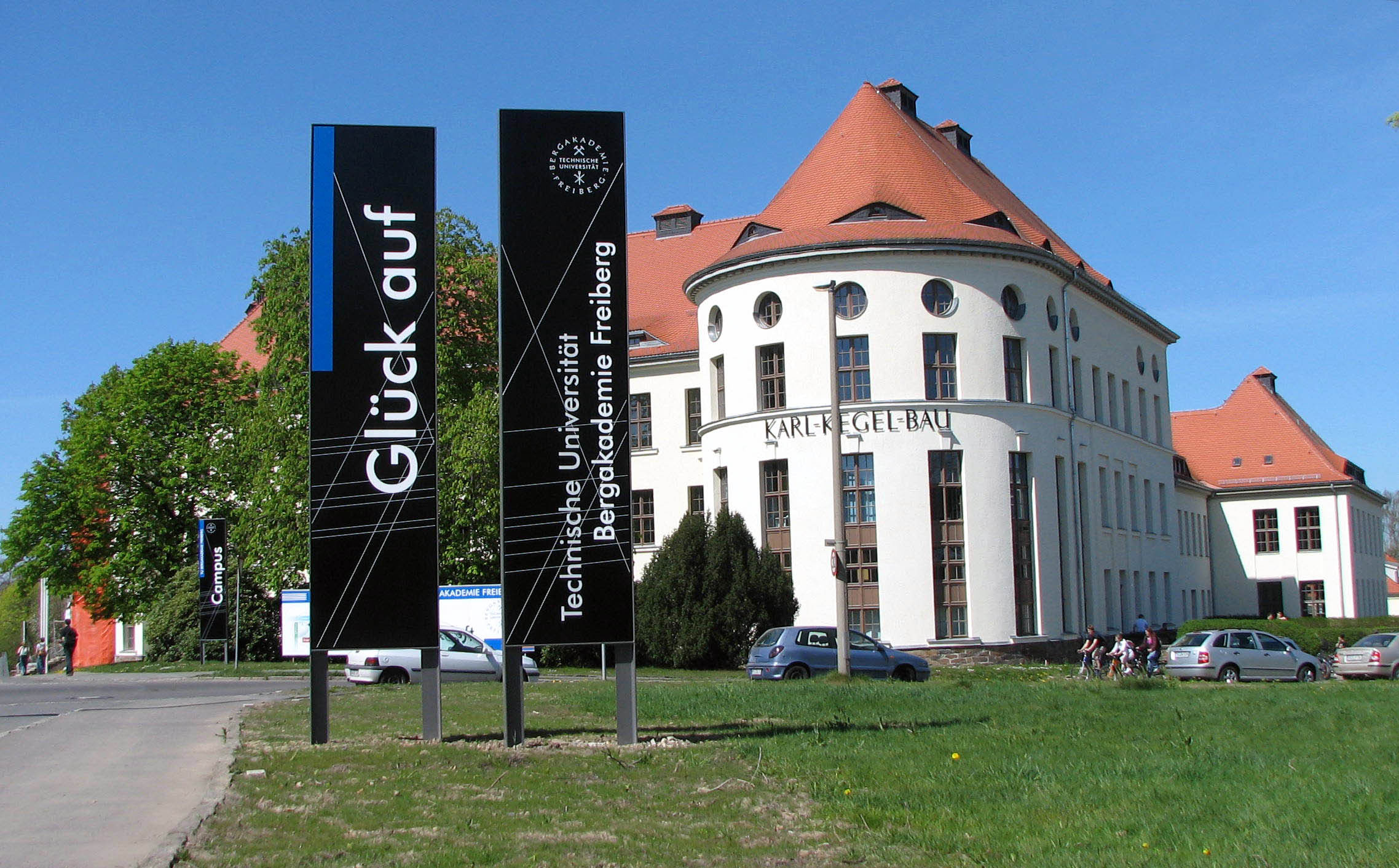
École des mines de Freiberg fondée par Xavier régent

Sur proposition des conseillers Friedrich-Wilhelm von Oppel (1720−1767), Carl-Wilhelm et Friedrich Anton von Heynitz, Xavier de Saxe fonda en 1765 l’École des mines de Freiberg (Kurfürstlich-Sächsische Bergakademie zu Freiberg) qui est la plus ancienne école d'ingénieurs d'Allemagne. En effet après sa défaite dans la Guerre de Sept Ans, le duché de Saxe devait multiplier ses ressources minières pour pouvoir faire face au paiement de l’indemnité de guerre imposée par la Prusse.
Sans l'accord de l'impératrice, il se décida de rendre sa charge de façon anticipée en novembre 1768, après la cérémonie somptueuse donnée le 4 septembre au château de Pillnitz pour le renouvellement de l'Ordre militaire de Saint-Henri. En 1765, il reconnait l'élection de Stanislas-Auguste Poniatowski comme roi de Pologne en échange de la conservation de son statut de "prince royal" et de sa pension sur le trésor de Pologne. En 1769, son neveu lui offre le château de Zabeltitz.

## Le mariage morganatique et l'Italie

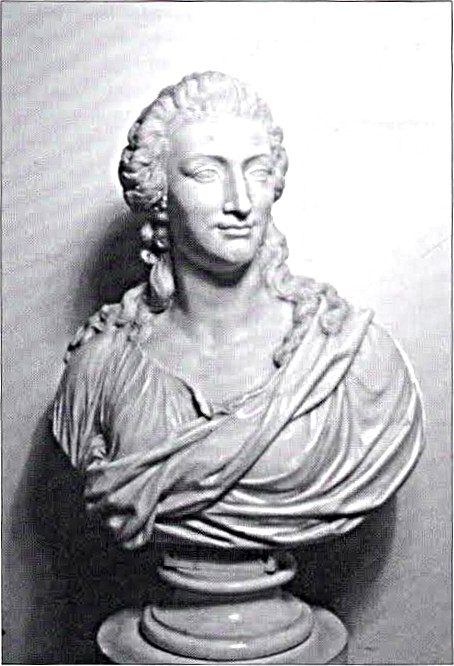
La comtesse de Lusace, née Spinucci par Domenico Cardelli, 1787

Sa régence de cinq ans ne pouvait désormais que faire de l'ombre à un prince électeur de dix-huit ans. De plus les réformes qu'il avait réalisées lui avaient créé un certain nombre d'ennemis.

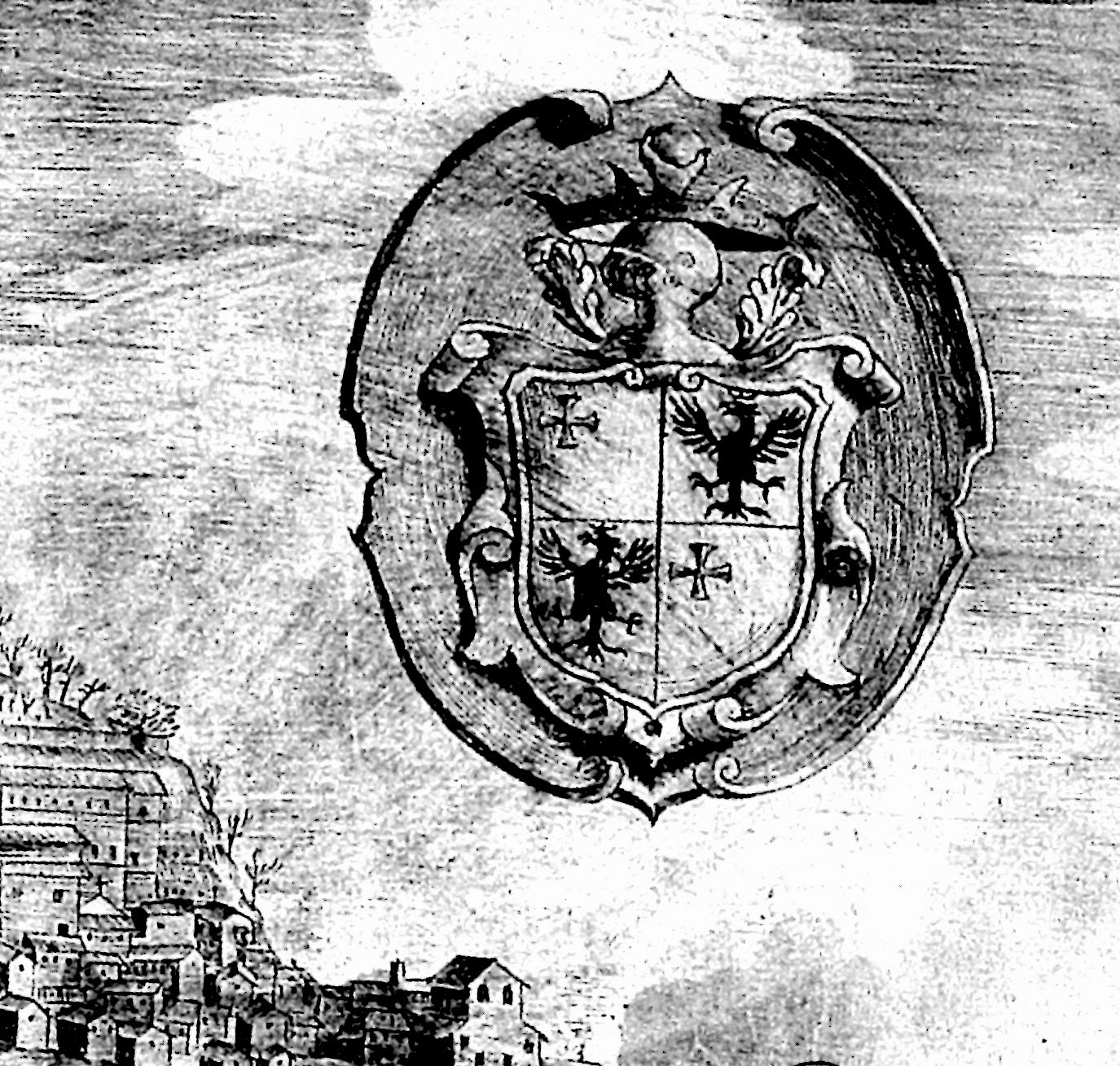
Fermo (Italie) et armes de Claire de Spinucci

Xavier de Saxe n'était pas non plus dans les meilleurs termes avec sa belle-sœur Marie-Antoinette de Bavière, avant de commettre l'erreur irréparable d'un mariage morganatique secret. C'est au début de son administration qu'il avait remarqué dans l'entourage de sa belle-sœur une demoiselle italienne de 23 ans, Claire Spinucci, cantatrice et « dame de la clef » de la duchesse, dont la beauté surpassait de beaucoup la noblesse.
D'après le ministre de France, l'électrice avait d'abord vigoureusement commandé à la jeune Italienne de céder à la passion de son soupirant, sans y être encore parvenue au début de 1765. Elle arriva finalement à ses fins, en sorte que Xavier l'épousa secrètement le 9 mars. Bientôt naissaient deux jumeaux le 27 mars 1766: Claire de Saxe, qui mourut peu après, et Louis. Joseph vit le jour le 23 août 1767, Élisabeth le 22 octobre 1768. À la cour de Dresde, le scandale était immense et irrémédiable : le prince de Saxe dut finalement quitter la capitale et n'y reviendra jamais. 
Il séjourna un temps à Munich, puis dans son palais de Zabeltitz, et partit finalement visiter la Suisse et toute l'Italie avec son épouse et quelques officiers. Il songea à s'établir à Naples ou à Rome, mais ses conseillers lui firent valoir le peu d'assistance et d'estime qu'il recevrait dans un pays qui "a été en tous temps l'écueil des héros et le tombeau de leur gloire". Alors qu'en France, bien que le dauphin fût mort en 1765 et sa sœur la dauphine en 1767, il pourrait bénéficier de la considération due à l'oncle du nouveau dauphin, futur Louis XVI, et au lieutenant général des armées du roi.

## Le seigneur champenois

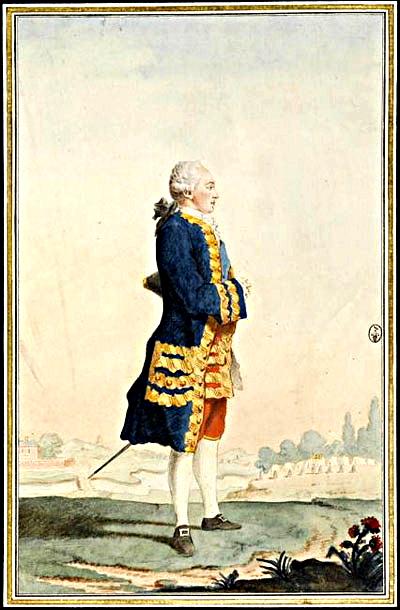
Xavier de Saxe et sa propriété du château de Chaumot, 1772

Le 22 octobre 1771 il acheta de Marie-Madeleine Delpech de nombreuses seigneuries champenoises dont Villeneuve-le-Roi (aujourd'hui Villeneuve-sur-Yonne), le château de Chaumot, le château de Mardelin, le petit château Frileux, diverses maisons, auberges, étangs, bois et terres. C'est au château de Chaumot qu'il logea son épouse et sa cour composée selon son confesseur Augustin Barruel de "120 personnes et 60 chevaux". Mais selon le jésuite, le château déplait au prince Xavier comme il explique : "quoique le château soit vaste, il ne l'est pas assez pour la maison du prince" qui "cherche une campagne plus digne de lui ; ainsi il y a d'apparence que nous ne resterons pas longtemps ici".  Ainsi le prince fait entreprendre des travaux de rénovation et d'ameublement tout en cherchant une autre demeure. Il demande à ses architectes Boulcier et Pierre-Germain Legrand, de nombreux projets : la construction de nouvelles ailes des communs, d'une avenue (allée des Mardelins) et d'un petit théâtre. Seule une aile des communs et la nouvelle avenue furent réalisées. En 1771, il demande au sculpteur Jean-Baptiste Pigalle de réaliser un crucifix de marbre afin d'y mettre un Christ d'ivoire pour sa chapelle. En 1772, il fait venir en bateau depuis Dresde par le Havre ses collections.

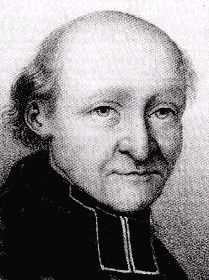
Abbé Augustin de Barruel à Chaumot, 1774

Les princesses Béatrix et Cunégonde de Saxe y naquirent et y furent baptisées dans la chapelle Sainte-Marie-Madeleine du château, dont le tableau du retable fut offert par le prince de Saxe à l'église de Villeneuve-le-Roi. Le médecin chirurgien Seyffert, médecin au château de Versailles et futur médecin personnel de Xavier de Saxe au château de Chaumot, sauve la princesse de Lamballe d'une grave maladie, se gagnant ainsi la protection de la future reine Marie-Antoinette et une très grande réputation ; on viendra même de Paris à Villeneuve-le-Roi pour se faire soigner par lui.
Le prince de Saxe avait alors pour amis locaux le futur député de Villeneuve-sur-Yonne, Menu de Chomorceau, le cardinal de Luynes, et le duc de Mortemart à qui il payait la seigneurie de Préaux. Il charge comme administrateur de sa Maison et de ses demeures le colonel Christoph August Sayffert, son ami et confident. Le prince de Saxe louait un hôtel particulier parisien rue Charlot de 1772 à 1781 puis de 1781 à 1784 rue Neuve-des-Mathurins et enfin acheta en 1784 un hôtel rue du Faubourg-Saint-Honoré (futur hôtel Sebastiani), voisin de l'actuel palais de l'Élysée. Cet hôtel a été rasé le 9 juillet 1851 pour percer la rue de l'Élysée.
En 1774, il assista à l'agonie du roi Louis XV puis en 1775 au sacre de son neveu Louis XVI. Toujours en recherche d'un château plus grand et magnifique que celui de Chaumot, le prince Xavier projette d'en acheter un autre. Il envoie des agents se procurer des renseignement sur Le Vaudreuil ou Dormans. Finalement, en 1775, il acheta au prince Ferdinand de Rohan le château de Pont-le-Roi en Champagne. Il fait déménager ses meubles et collections. Il rénove le château à partir des marbres et pierres de Chaumot. Il voulu revendre Chaumont mais ne trouvant pas d'acquéreur, il garde cette terre comme propriété de rapport. Le château de Pont construit par Pierre Le Muet devient la résidence ordinaire du prince en France. Il y fit travailler l'architecte Johann August Giesel (de). Ne cessant d'en faire un véritable palais royal, le prince de Saxe y apporta ses collections dont sa collection de tableaux, icônes et gravures, d'armes et de monnaies, sa collection de porcelaines de Meissen et de flûtes traversières dont il jouait parfois.
Le roi Louis XVI fit reconnaître en France en 1777 la validité du mariage morganatique et la légitimité des enfants de son oncle, qui sont naturalisés français. Le titre de comtesse de Lusace (ou von Lausitz) fut conféré à l'épouse morganatique du prince ainsi qu'à ses enfants.

## L'émigration entre Allemagne et Italie

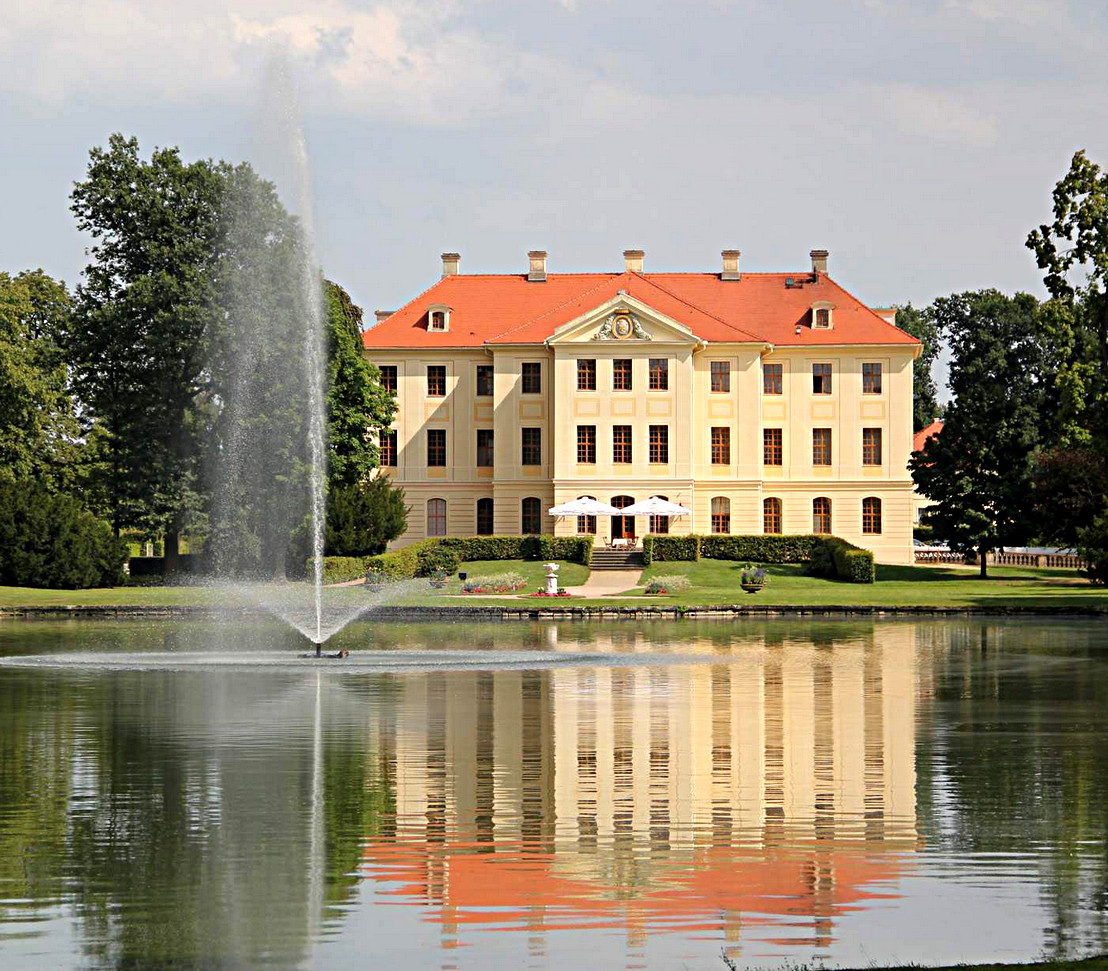
Palais du prince de Saxe à Zabeltitz en Saxe où il meurt en 1806

Le 14 juillet 1789, Elisabeth fille du prince fuit Paris avec son époux le Duc d'Esclignac, sa belle-mère et sa fille, au moment de la prise de la Bastille, emménageant à Vitoria-Gasteiz dans la province d'Alava en Espagne le 2 octobre 1790, après avoir accouché d'un garçon à Castillon un mois plus tôt. Le prince Xavier arrivé le 5 juillet à la station thermale de Cauterets (frontière espagnole) avec son épouse, un chambellan et quelques domestiques, retourne à Pont-sur-Seine le 4 septembre en recevant par lettre toutes les inquiétudes de son fils Joseph. Ce dernier quitte le 5 septembre son poste d’officier du régiment du Comte de Provence à Calais pour rejoindre son père à Pont avant la mi-septembre 1790, en contournant Paris à l'est à cheval et en portant la cocarde tricolore sur ses conseils.
Le prince Xavier avait acheté le 1er mars 1789 le régiment de Conflans Hussards dont il devint colonel, et l'avait renommé régiment de Saxe Hussards.
La correspondance en France du Prince Xavier de Saxe s'arrête le 31 décembre 1790 : il quitta la France pour  l'Allemagne début janvier 1791, abandonnant absolument tous ses biens que la première République française confisqua en 1792. En février 1791, il trouva refuge auprès de son frère Clément de Saxe archevêque de Trèves à Coblence. En 1792, il se rendit en Italie rejoindre son épouse.
Le 4 mai 1792, il fit émigrer la quasi-totalité de son régiment à Trèves au sein de l'Armée des princes émigrés, et l'incorpora dans la Légion de Kellermann, à l’exception de son 4e escadron resté fidèle à la première République française. Le 28 mai 1792, réformé, son 4e escadron et 88 hommes revenaient en France.
La comtesse de Lusace se réfugia dans sa maison natale de Fermo avec ses filles et six domestiques, et son époux le prince de Saxe à Rome avec son fils le chevalier de Saxe, protégés par le pape Pie VI qui les hébergea au palais Farnèse avec les princes exilés, dont les princesses Victoire et Adélaïde de France.

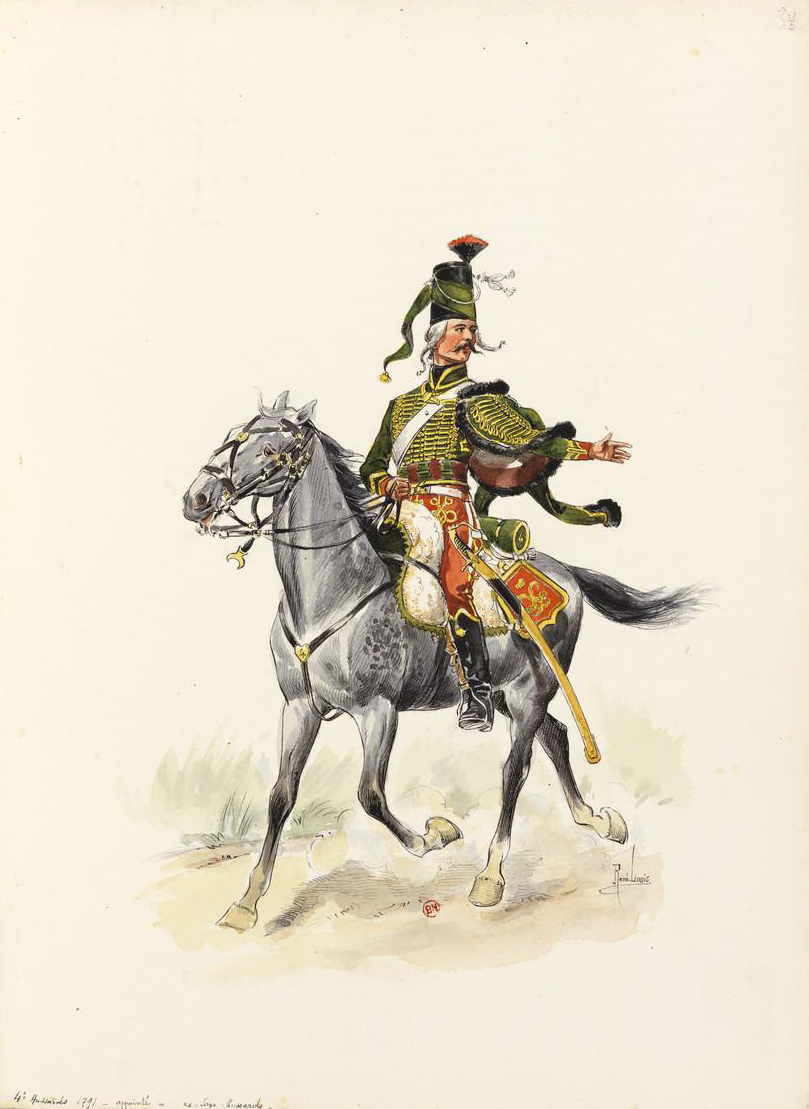
Appointé du 4e régiment de hussards de Xavier de Saxe, 1791

La comtesse de Lusace, de santé fragile, mourut à Porto San Giorgio près de Fermo en novembre 1792. Le prince de Saxe chargea le célèbre sculpteur Domenico Cardelli d'exécuter le monument funéraire de sa femme, toujours visible dans l'église métropolitaine de Fermo et portant le portrait de profil, en marbre, de la défunte. Les bustes de François-Xavier et de Claire signés du même sculpteur sont conservés au palais des prieurs de Fermo ainsi qu'au musée de Cuypershuis à Ruremonde (Pays-Bas).
Dans une lettre du diplomate François Cacault au ministre français de la guerre Pierre Henri Hélène Lebrun-Tondu dit Lebrun datée du 20 mars 1793, il assure que depuis le 15 mars, le prince Xavier est auprès du Pape à Rome, "venu avec les quatre filles qu'il a eu de son mariage avec feue la comtesse Spinucci, pour les mettre, à ce qu'on croit, dans l'un des couvents nobles de cette capitale".

## Fin de vie en Saxe
Après les avoir mariées à la grande noblesse italienne, le prince de Saxe quitta définitivement l'Italie pour Dresde en avril 1796, après le mariage de sa fille Christine-Sabine de Saxe avec Don Camillo Massimiliano Massimo, prince di Arsoli, de qui naîtra le cardinal Francesco Saverio Massimo.

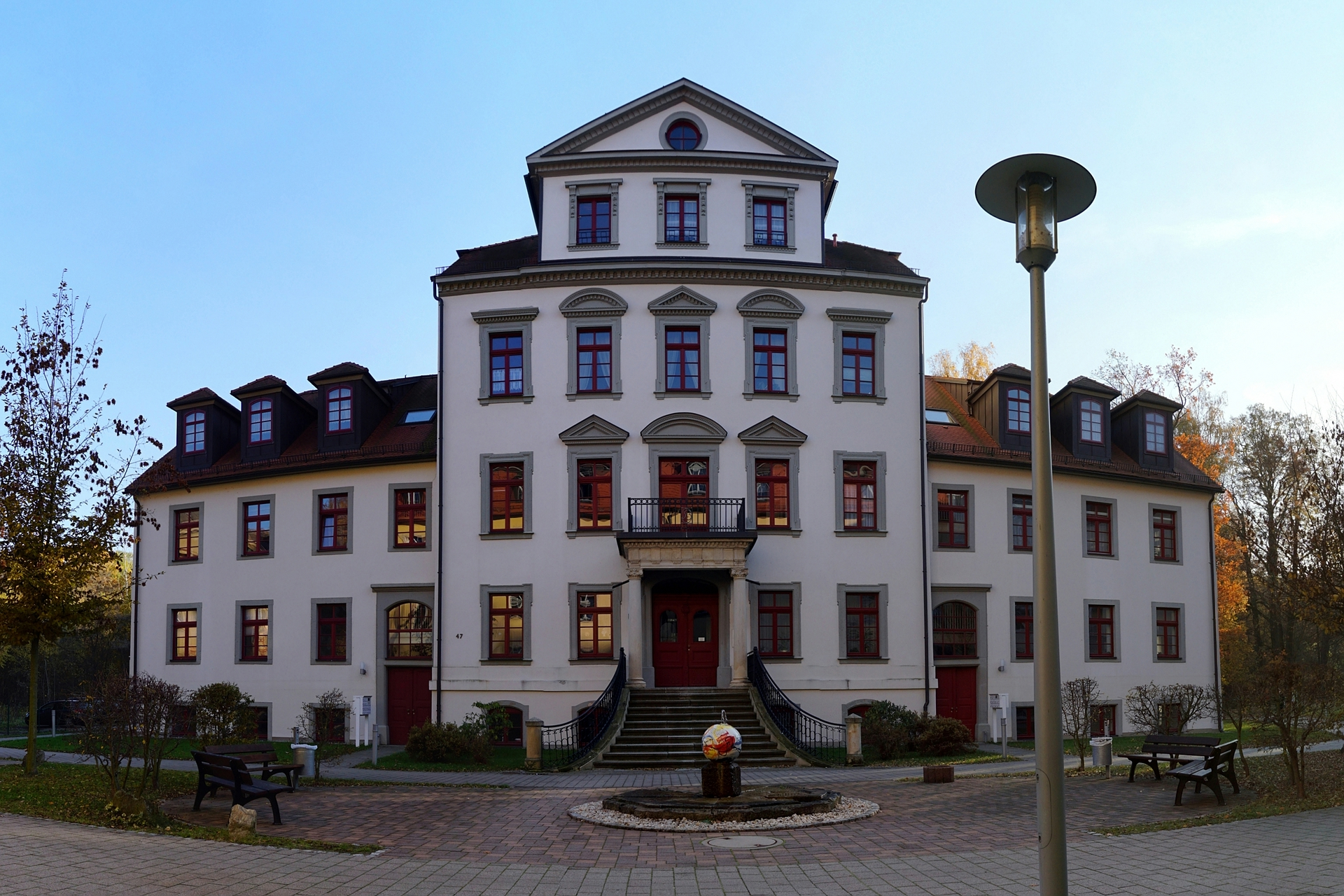
Restes de la première usine de filature financée par le prince de Saxe et construite l'année de sa mort à Chemnitz.

Le 6 novembre 1798, l’électeur Frédéric-Auguste Ier de Saxe donna aux deux marchands, Carl Friedrich Bernhard et Johann August de Bugenhagen, l'autorisation d’installer à Harthau (faubourg sud de Chemnitz, au sud-ouest de Dresde) des usines mécanisées de filature. Il s’agit des premières entreprises de ce secteur industriel en Saxe, et les deuxièmes en Allemagne, au début de l’ère industrielle saxonne. En 1800 à Chemnitz, à l'époque naissante du processus de mécanisation des filatures, le prince Xavier de Saxe, patron de la science, en fut l'investisseur et l'organisateur.
Le 15 octobre 1793, le marquis Raffaele Riario-Sforza de Corleto, fils aîné du marquis Nicolò Riario-Sforza de Corleto, épousa la princesse Béatrix de Saxe à la seigneurie familiale de Montepeloso, à Irsina. Le prince de Saxe, soupçonnant que le jeune marquis n'était pas bien en cour auprès du roi Ferdinand parce qu'il était soupçonné de déloyauté, ne se rendit jamais à Montepeloso. Le jeune ménage et leur fille Giovanna se rendirent pour fêter la Noël 1797 à Dresde avec le prince Xavier, mais le jeune marquis de Corleto y mourut subitement le 24 décembre 1797.
Giovanni Riario-Sforza de Corleto, frère de Raffaele de Corleto, en qualité de second fils et en vertu de la volonté de ce dernier, dictée juste avant sa mort, fut désigné comme héritier de la Maison de Corleto et seigneur de Montepeloso. Cette décision fut annulée après un procès, car dictée précipitamment et sans respect des formes. Le 28 octobre 1799, Joseph de Saxe, chevalier de Saxe, devint l'avocat mandaté par sa sœur et par procuration du roi des Deux-Siciles, pour que sa sœur et sa nièce soient reconnues héritières légitimes du feu marquis.
Le 28 février 1800, le chevalier Joseph de Saxe rédigea un mémorial destiné au roi des Deux-Siciles, y exposant tous les arguments pour faire valoir les droits de sa sœur la marquise de Corleto et de sa nièce, usurpés par Giovanni Riario-Sforza, alors détenu à la prison de Naples car il était soupçonné de faire partie de la noblesse ralliée à la Campagne napoléonienne d'Italie (1799-1800).

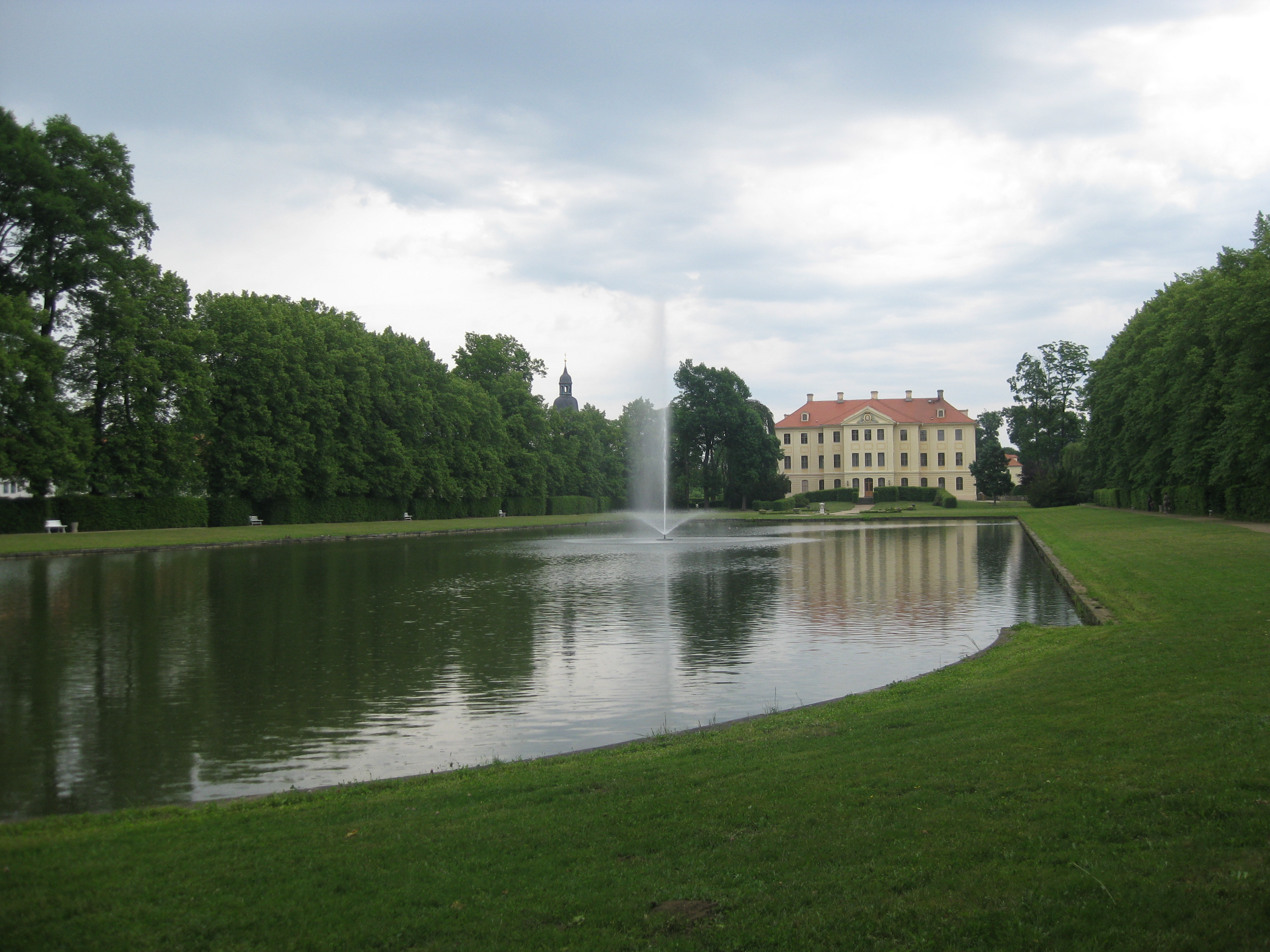
Jardin anglais de Zabeltitz créé par Xavier de Saxe

En 1802, le prince Chtcherbatov proféra des insultes envers le chevalier de Saxe, comme ce dernier séjournait en Russie, et le chevalier de Saxe demanda réparation : au cours du duel qui se déroula à Teplice, le prince Chtcherbatov tua le dernier fils vivant du prince de Saxe.
Compte tenu de la mort en 1802 du chevalier de Saxe, la marquise de Corleto sa sœur n'eut plus d'avocat, et le procès finit en 1803 par l'accord des deux parties. Libéré de la prison de Naples, Giovanni Riario-Sforza convainquit Béatrix de marier son fils Raffaele à sa fille Giovanna, tous deux étant cousins germains. Le mariage ainsi projeté, l'harmonie revint dans la famille Riario-Sforza. Mais Raffaele mourut et Giovanna épousa peu après le feld-maréchal autrichien Laval Nugent de Westmeath.
Par une amnistie de 1802, Napoléon radie le maréchal-prince de Saxe de la liste des émigrés, et lui restitue tous ses biens non vendus, dont le château de Chaumot. Épuisé par l'âge, le maréchal de Saxe quitte Dresde pour se retirer définitivement dans son palais de Zabeltitz où il aménage le parc en jardin anglais, avant de s'éteindre le 21 juin 1806, à l'âge de 75 ans.

## Famille et patrimoine

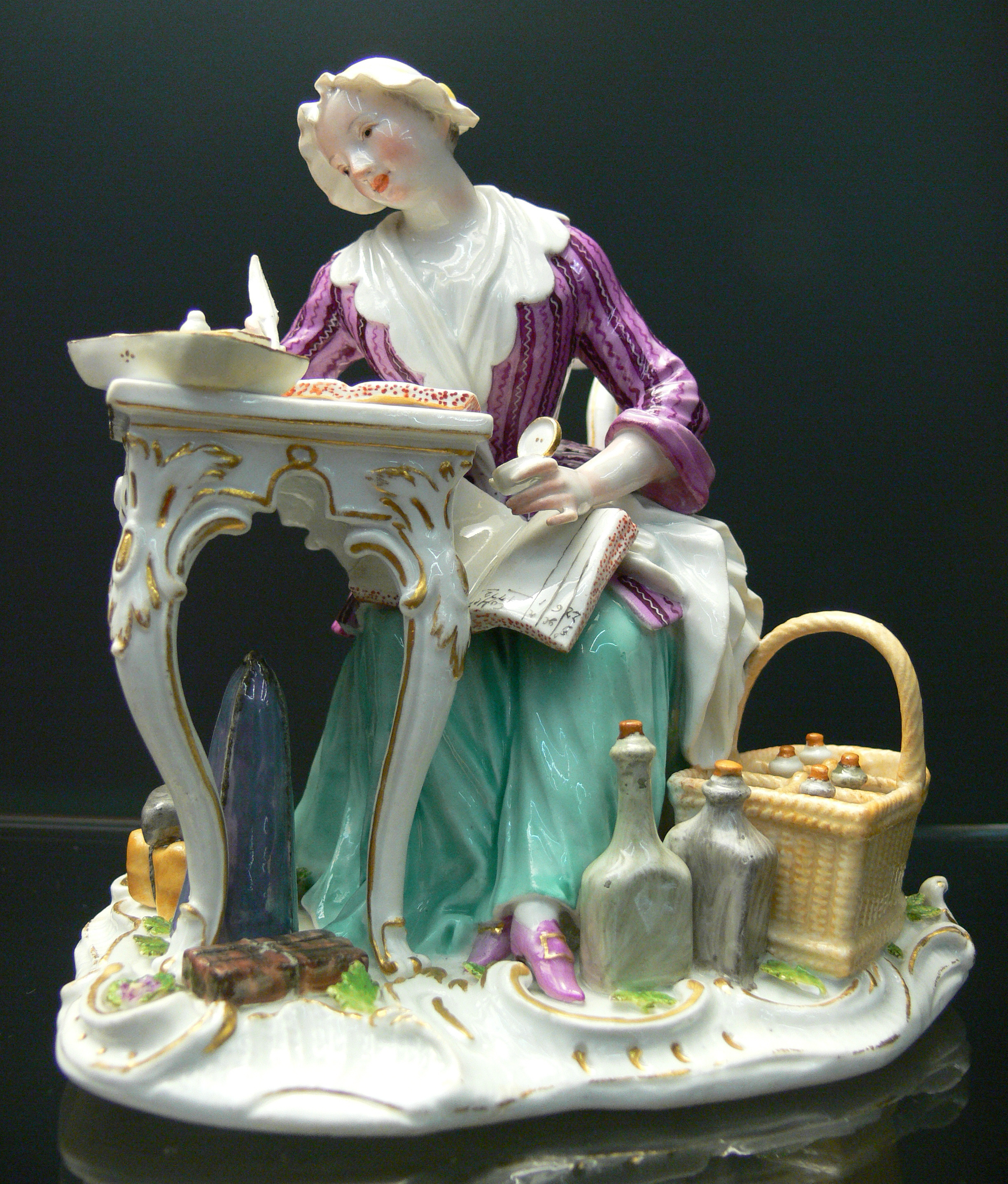
Figurine en porcelaine, 1772, Manufacture de Meissen.

Frère de la dauphine Marie-Josèphe de Saxe, il était donc également oncle des rois Louis XVI, Louis XVIII et Charles X, des rois Charles IV d'Espagne et Ferdinand IV de Naples, de l’impératrice Marie-Louise, épouse de l’Empereur Léopold II, et du roi Frédéric-Auguste Ier de Saxe pendant la minorité duquel il fut régent. Ses frères Albert, beau-frère de la reine Marie-Antoinette, fut gouverneur des Pays-Bas autrichiens et Clément-Wenceslas, prince-archevêque-électeur de Trèves. 
Le 9 mars 1765, il contracta un mariage morganatique à Dresde avec la comtesse Claire Spinucci (née le 3 août 1741 à Fermo), fille du comte Giuseppe Spinucci et de la comtesse Béatrice Spinucci. Le mariage ne fut jamais légitimé par la maison de Saxe, mais reconnu plus tard par le neveu du prince, le roi Louis XVI, et l'épouse du prince fut titrée en France comtesse de Lusace. De cette union naquirent neuf enfants tous titrés comtes ou comtesses de Lusace :
- Claire Marie Auguste Béatrice de Saxe (27 mars 1766 Dresde - 18 novembre 1766 Dresde)
- Louis Rupert Joseph Xavier[16] (1766 - Pont sur seine, 22 août 1782[17]), dit l'abbé de Saxe, clerc du diocèse de Troyes.
- Joseph Xavier Charles Raphaël Philippe Bénit (1767-1802), dit le Chevalier de Saxe, tué en duel par le prince Chtcherbatov à Teplice
- Élisabeth Anne Ursule Cordule Xavière de Saxe (1768-1849), dite Mademoiselle de Saxe, mariée à Henri de Preissac, duc d'Esclignac (1763-1837). Leur fils Charles-Philippe épousera la nièce de Talleyrand, Georgine.
- Marie Anne Violante Catherine Marthe Xavière de Saxe (1770-1845), mariée à Don Paluzzo Altieri, prince di Oriolo (1760-1834).
- Béatrix Marie Françoise Brigide de Saxe, née à Chaumot (1772-1806), mariée à Don Raffaele Riario-Sforza, marquis di Corleto (1767-1797).
- Cunégonde Anne Hélène Marie Josèphe de Saxe, née à Chaumot (1774-1828), mariée à Don Giovanni, marquis Patrizi Naro Montoro (1775-1818).
- Christine Sabine de Saxe (1775-1837), à Pont-sur-Seine[18] mariée à Don Camillo Massimiliano Massimo, prince di Arsoli (1770-1840). De cette union est issu le cardinal Francesco Saverio Massimo (de 1806 à 1848).
- Fille mort-née le 22 décembre 1777 à Pont-sur-Seine.
- Cécile Marie Adélaïde Augustine de Saxe (17 décembre 1779 Pont-sur-Seine (baptisée la 28 décembre) - 24 juin 1781 Pont-sur-Seine)[19].

L'héritier officiel du prince était le baron Camille de Seebach, représentant le gouvernement saxon, auquel les « épaves » de la fortune du prince ont été restituées. Cependant, le baron Thénard avait acheté, par actes de 1830 puis des 13 février et 16 août 1831 un ensemble de lots issus de la vente du 29 avril 1809 du domaine du château de Chaumot par les filles du prince Xavier de Saxe, lots rachetés le 4 février 1818 par le banquier Casimir Perier (acquéreur également du domaine de Pont-sur-Seine) en société avec les négociants Claude Barry et Nicolas Joseph Cornisset-Després. La correspondance, les journaux de campagne et les documents d'administration de Xavier de Saxe (cent mille documents dont soixante mille lettres) sont aujourd'hui conservés aux archives départementales de l'Aube et de l'Yonne, et les 6 747 livres de sa bibliothèque à la Bibliothèque Mazarine.
Une cloche de l'église Saint-Louis de Chaumot et trois cloches de l'église Saint-Martin de Pont-sur-Seine avaient été baptisées en son honneur de son vivant. Au centre d'une zone résidentielle, l'avenue du château de Chaumot porte aujourd'hui le nom de Xavier de Saxe.

### Héraldique
| Figure | Blasonnement |
|        | écartelé au 1) et 4 de gueules à l'aigle d'argent, becquée, membrée, languée, liée et couronnée d'or au 2) et 3) de gueules au chevalier d'argent ornée d'or tenant un bouclier d'azur chargé d'une croix patriarcale d'or; sur le tout fascé de sable et d'or au crancelin de sinople mis en bande. |

## Sources
- Ouvrages de la bibliothèque du prince Xavier de Saxe à la Bibliothèque Mazarine (Paris)[21].
- Fonds de Saxe, aux Archives départementales de l'Aube[22].
- Karl Ludwig von Pöllnitz, État abrégé de la cour de Saxe, sous le règne D'Auguste III. roi de Pologne, [s.l.], [s.e.], 1734.
- Johann August Lehninger, Description de la ville de Dresde de ce qu'elle contient de plus remarquable et de ses environs, Dresde, Walther, 1782.
- Johann Wilhelm von Archenholz, , Histoire de la guerre de sept ans, commencée en 1756, et terminée en 1763, Metz, Devilly, 1789.

### Colloques et travaux universitaires
- D'Allemagne en Champagne : Xavier de Saxe (1730-1806), seigneur de Pont-sur-Seine, actes du colloque, 6 et 7 octobre 2006, textes réunis par Jean-Luc Liez, Troyes, Communauté de l'agglomération troyenne (CAT) et Archives de l'Aube, 2008. Programme
- Colloque à Chemnitz en juillet 2008 et exposition au Schlossbergmuseum de Chemnitz à l'automne 2009. Catalogue de l'exposition : Die Gesellschaft des Fürsten. Prinz Xaver von Sachsen und seine Zeit. Programme
- Exposition à l'université de Reims Champagne-Ardenne (Bibliothèque universitaire Robert de Sorbon), du 31 mars au 14 juin 2010 : Sur les traces de Xavier de Saxe (1730-1806) : un prince européen en Champagne[23].
- Colloque à Zabeltitz en août 2019. Actes du colloque : Dietmar Enge (éd.): Prince Xavier de Saxe. 250e anniversaire, administrateur de Saxe et seigneur de Zabeltitz/Prinz Xaver von Sachsen. 250 Jahre Administrator von Sachsen und Besitzer von Zabeltitz. Großenhain : Zabeltitz 2020.
- Les résidences de Xavier de Saxe : un prince allemand en France (1758 - 1791), Thèse de doctorat en Histoire de l'Art, par Vincent Dupanier, Université Paris-Ouest, 2019 |blog hypothèses : À l’Est, rien de nouveau?.
- La France face à l’élection et à la reconnaissance du roi Stanislas-Auguste (1763-1766), par Jakub Bajer, Thèse de doctorat en Histoire, Universités de Paris-Saclay et Poznań, 2015.

### Études historiques
- Charles Bréard (éd.), Correspondance inédite du général-major de Martange, aide de camp du prince Xavier de Saxe, lieutenant général des armées (1756-1782), Paris, A. Picard, 1898.
- Maureen Cassidy-Geiger, « Meissen et la France avant et après la Guerre de Sept ans: Artistes, Espionnage et Commerce », Patrick Michel (dir.), in Art français et art allemand au XVIIIe siècle, XXes Rencontres de l’École du Louvre, Paris, 2008, p. 61-98.
- Henri Choppin, Les hussards. Les vieux régiments. 1692-1792, Paris, Berger-Levrault & Cie éditeur, 1899.
- Mathieu Couty, Le château de Chaumot au temps de Xavier de Saxe: un domaine rural en villeneuvien au crépuscule de l'Ancien régime, Villeneuve-sur-Yonne, Société Historique, Archéologique, Artistique et Culturelle des Amis du Vieux Villeneuve-sur-Yonne 1996.
- Jean-Luc Dauphin, L’église Saint-Louis de Chaumot, Collection "Terres d'Histoire", Villeneuve-sur-Yonne, Société Historique, Archéologique, Artistique et Culturelle des Amis du Vieux Villeneuve-sur-Yonne, 1996.
- Vincent Dupanier, « Le prince Xavier de Saxe à la cour », in Château de Versailles no 44, 2022  en ligne.
- Vincent Dupanier, « Architect Johann August Giesel (1751-1822) and the Question of the “English Garden” in Saxony», in AHTI 2020 en ligne en anglais et en français.
- Bernard Hours, La vertu et le secret. Le dauphin, fils de Louis XV, Paris, Honoré Champion, 2006.
- Jacek Kordel, Z Austrią czy z Prusami? Polityka zagraniczna Saksonii, 1774-1778, Kraków, Arcana, 2018 (en polonais).
- Aurélie Louis, « Les plaisirs de la bouche à la table de S.A.R. le prince Xavier de Saxe en son château de Pont-sur-Seine. 1775-1790 », in Un patrimoine à déguster : la Champagne à table, Saint-Julien-les-Villas, La Maison du Patrimoine, 2010, p. 14-20.
- Aurélie Louis, « Les jardins du domaine de Pont-sur-Seine (Aube) : du jardin à la française au parc d’aujourd’hui », in Mémoire de la Société Académique de l’Aube, tome 136, 2012, p. 181-193.
- Aurélie Louis, « La gestion des conservations des chasses du prince Xavier de Saxe à Pont-sur-Seine (1775-1790) », in Mémoire de la Société Académique de l’Aube, tome 138, 2015, p. 57-74.
- Philippe Meyzie, « François-Xavier de Saxe dans son château de Pont-sur-Seine. La table d’un prince européen du XVIIIe siècle », Cocula, Anne-Marie(dir.), Combet, Michel (dir). Châteaux, cuisines & dépendances:, Ausonius, 2014, p. 251-260.
- Bruno Pons, « No 49-53 Hôtels Legendre de Villemorien et Hôtel Vergès puis de Saxe », in La rue du Faubourg-Saint-Honoré, Délégation de la ville de Paris, Paris, 1994, p. 176-182.
- Julius Richter, Das Erziehungswesen am Hofe der Wettiner Albertinischer (Haupt-)Linie, coll. Monumenta Germaniae paedagogica, Berlin, 1913 (en allemand).
- Michel Riquet, Augustin de Barruel : un jésuite face aux jacobins francs-maçons, 1741-1820, par , Paris, éditions Beauchesne, 1989.
- Alphonse Roserot (éd.), Chastenay, Victorine de, Mémoires de Mme de Chastenay, 1771-1815, Paris, E Plon-Nourrit, 1896-1897, 2 vol.
- Marcus von Salisch, Treue Deserteure. Das kursächsische Militär und der Siebenjährige Krieg, München : Oldenbourg (Militärgeschichtliche Studien, 41), 2009 (en allemand).
- Horst Schlechte, Die Staatsreform in Kursachsen 1762–1763. Quellen zum kursächsischen Rétablissement nach dem Siebenjährigen Kriege, Berlin (Ost), Rütten et Loening, 1958 (en allemand).
- Jim Serre Djouhri, « L'exil du prince Xavier de Saxe, dernier seigneur de Villeneuve », in Etudes Villeneuviennes no 57, Villeneuve-sur-Yonne, Société Historique, Archéologique, Artistique et Culturelle des Amis du Vieux Villeneuve-sur-Yonne, 2022.
- Jacek Staszewski, August III. Kurfürst von Sachsen und König von Polen, Berlin, 1996 (en allemand).
- Franz A. Szabo, The Seven Years War in Europe, 1756-1763, Harlow, Pearson Longman, 2008 (en anglais).
- Arsène Thevenot, Correspondance inédite du prince François-Xavier de Saxe, Paris, 1874.
- Jules-Joseph Vernier, « Un épisode de la vie du prince François-Xavier de Saxe, comte de Lusace, sa candidature au trône de Pologne », Mémoire de la Société Académique de l’Aube, 1900, T. LXIV, Troyes, p. 363-409.
- Karl Friedrich Vitzthum von Eckstädt (éd.), Maurice, comte de Saxe, et Marie-Josèphe de Saxe, dauphine de France: lettres et documents inédits des archives de Dresde, Leipzig, L. Denicke, Paris, F. Klincksieck, Londres : Williams & Norgate, 1867.
- Gerde-Helge Vogel (éd.), Friedrich August Krubsacius 1718-1789, Berlin, Lukas Verlag, 2021 (en allemand).